# أبدة غاه (كوهمرة خامي)
أبدة غاه (بالفارسية: آبده‌گاه) هي مستوطنة تقع في إيران في قسم كوهمرة خامي الريفي. يقدر عدد سكانها بـ 562 نسمة .